# سیمویوکی
سیمویوکی (انگلیسی: Simojoki) یک رودخانه با ۱۹۳ کیلومتر (۱۲۰ مایل) در منطقه لاپلند فنلاند است که به خلیج بوتنیان می‌ریزد.